# Skipsea Castle
Skipsea Castle er en normannisk motte and bailey-fæstning nær landsbyen Skipsea East Riding of Yorkshire, England, der i dag står som borgbanke uden mure.
Den blev opført omkring 1086 af Drogo de la Beuvrière, tilsyneladende oven på resterne af en høj fra jernalderen, og den blev brugt til at sikre det nyerobrede område mod invasion fra danerne og til at kontrollere handelsruten til Nordsøen. Motten og baileyen var adskilt af Skipsea Mere, der var en kunstig sø, som i middelalderen var forbundet til havet via en kanal, der var stor nok til at kunne sejle på. Landsbyen Skipsea voksede op ved siden af borgens kirker, og den befæstede by Skipsea Brough blev opført ved siden af borgen i 1160 for at udnytte den potentielle handel på stedet.
I 1221 gjorde borgens ejer, William de Forz, greve af Aumale, oprør mod kong Henrik 3.; fæstningen blev erobret af kongens soldater og kongen beordrede at den skulle ødelægges. Resterne af borgen havde ringe værdi i slutningen af 1300-tallet, og Skipsea Brough formåede ikke at tiltrække mange indbyggere. Borgen forsvandt ud af statens kontrol i 1900-tallet, og der blev udført forskellige arkæologiske udgravninger mellem 1987 og 2001.
I dag drives den af English Heritage og er åben for besøgende.